# تفجيرات شرق الرياض
تفجيرات شرق الرياض حدثت في منتصف الليل في 12 مايو 2003 هاجم 9 مسلحون وانتحاريون بأربع سيارات مفخخة ثلاثة مجمعات سكنية في وقت متزامن. وجميع تلك المجمعات يقطنها سعوديون واجانب امريكيين وأوروبيين في شرق مدينة الرياض وهي مجمع درة الجداول، مجمع الحمراء ومجمع شركة فينيل. وكانت الحصيلة مقتل 26 قتيل شخص من جنسيات مختلفة، 7 سعوديين، 9 أمريكيين، 3 فلبينيين وأردنيين اثنين وبريطاني وسويسري وأسترالي وأيرلندي ولبناني. كما خلف الهجوم أكثر من 160 جريح من مختلف الجنسيات. إضافة إلى 9 انتحاريين وبالتالي يصبح عدد قتلى الهجوم 35 شخص.

## روابط خارجية
- الصدمة والخوف في الرياض (سي بي اس نيوز)